# IF Sylvia
Der IF Sylvia, kurz für Idrottsföreningen Sylvia, ist ein schwedischer Sportverein in Norrköping. Der Verein wurde am 19. Mai 1922 gegründet.

## Fußball
Die erste Männermannschaft spielt in der Saison 2007 wieder in der zweithöchsten schwedischen Spielklasse, der Superettan. Nach einigen Jahren in der Superettan stieg die Mannschaft 2004 in die drittklassige Division 2 ab, stieg aber bereits 2006 wieder in die neu gegründete Division 1 auf und schaffte anschließend den direkten Aufstieg in die zweite Liga. Damit hatte IF Sylvia den dritten Fußballclub aus Norrköping, IK Sleipner, hinter sich gelassen. Jedoch konnte die Mannschaft sich nicht in der zweiten Liga halten und stieg direkt wieder ab.